# Metacemyia aartseni
Metacemyia aartseni là một loài ruồi trong họ Tachinidae.